# Dutch Town (Virginia Occidental)
Dutch Town es un área no incorporada ubicada en el condado de Brooke, Virginia Occidental, Estados Unidos. Está clasificada como un asentamiento humano por el Sistema de Información de Nombres Geográficos.
Aparece registrada en U.S. Geological Survey con fecha de entrada del 1 de septiembre de 1994. El número de identificación asignado por el Sistema de Información de Nombres Geográficos es 1553745.

## Geografía
Se encuentra a una altitud de 200 m s. n. m. (656 pies) según el Servicio Geológico de Estados Unidos.